# Brandon Austin
Brandon Anthony Austin (Hemel Hempstead, 8 de janeiro de 1999) é um futebolista norte-americano que atua como goleiro. Atualmente defende o Tottenham Hotspur. Nascido na Inglaterra, representou a seleção Sub-18 dos Estados Unidos.

## Carreira no clube

### Início de carreira
Jogou nas categorias de base de Watford e Chelsea antes de chegar ao Tottenham Hotspur em 2015. Em seu primeiro ano pelos Spurs, jogou apenas 5 partidas pelo time Sub-18, enquanto na temporada seguinte foram 16 jogos. Ainda em 2016–17, disputou 2 jogos pela Premier League 2 e outro pela Liga Jovem da UEFA.
Fez parte da pré-temporada do time principal do Tottenham nos Estados Unidos antes de ser promovido ao elenco Sub-23, tendo atuado contra Luton Town e AFC Wimbledon pelo EFL Trophy, e também foi peça importante na campanha da equipe que chegou às quartas-de-final na Liga Jovem da UEFA, que terminou com derrota para o Monaco nos pênaltis,
Depois de ter sido escolhido como terceiro goleiro de forma emergencial em algumas partidas do time principal do Tottenham, Austin foi relacionado pela primeira vez a um jogo em outubro de 2019, sendo o reserva do argentino Paulo Gazzaniga (então reserva de Hugo Lloris, que estava lesionado) contra o Watford, assinando um novo contrato de 2 anos e meio com os Spurs em dezembro.

### Empréstimos a Viborg FF e Orlando City
Para a segunda metade da temporada 2019–20, Austin foi emprestado ao Viborg FF, clube da segunda divisão dinamarquesa, onde atuou em 14 partidas e obtendo um clean sheet. Em janeiro de 2021, o goleiro assinou com o Orlando City em um novo empréstimo de 6 meses (com opção de renovação por mais um semestre), estreando contra o Toronto FC, substituindo Pedro Gallese, que estava disputando a Copa América pela Seleção Peruana. O OCSC venceu a partida por 3 a 2, e Austin perderia a vaga para Mason Stajduhar após a lesão de Gallese antes de voltar ao Tottenham

### Primeiros jogos no Tottenham
Em maio de 2024, Austin assinou um novo contrato de longo prazo com o Tottenham e, em janeiro de 2025, fez sua estreia como titular da equipe londrina contra o Newcastle United, pela vigésima rodada da Premier League. Apesar de não ter evitado a derrota por 2 a 1, o goleiro foi eleito o melhor jogador da partida.
Ele ainda disputaria 2 jogos na Liga Europa, contra Hoffenheim e Elfsborg, ambos pela fase de liga da competição, que terminou com o título dos Spurs ao vencerem o Manchester United por 1 a 0.

## Carreira internacional
Jogou uma partida pela seleção Sub-18 dos Estados Unidos em abril de 2017, contra a Eslováquia, sendo ainda escolhido para representar as seleções Sub-17 e Sub-21 da Inglaterra.
Além das seleções principais de Estados Unidos e Inglaterra, o goleiro é elegível também para defender as Ilhas Virgens Americanas, onde possui origens.

## Títulos
Tottenham Hotspur
- Liga Europa da UEFA: 2024–25[20]